# Gouy-les-Groseillers
Gouy-les-Groseillers é uma comuna francesa na região administrativa de Altos da França, no departamento de Oise. Estende-se por uma área de 3,07 km². Em 2010 a comuna tinha 26 habitantes (densidade: 8,5 hab./km²).